# Acytolepis martini
Acytolepis martini är en fjärilsart som beskrevs av Hans Fruhstorfer 1921/22. Acytolepis martini ingår i släktet Acytolepis och familjen juvelvingar. Inga underarter finns listade i Catalogue of Life.